# Inarwa (Dhanusa)
Inarwa (nep. इनर्वा) – gaun wikas samiti w środkowej części Nepalu w strefie Dźanakpur w dystrykcie Dhanusa. Według nepalskiego spisu powszechnego z 2011 roku liczył on 633 gospodarstwa domowe i 3337 mieszkańców (1696 kobiet i 1641 mężczyzn).